# Sant Romà de Guissona
Sant Romà de Guissona és una església de Guissona (Segarra) protegida com a bé cultural d'interès local.

## Descripció
Construcció d'una sola nau dedicada a Sant Romà. La seva tipologia és romànica i està construïda amb carreus de pedra regulars. El seu estat actual és molt dolent, ja que la volta ha desaparegut, els murs es troben en molt mal estat i la vegetació ha envaït tota la nau. A l'interior de l'edifici podem endevinar l'arrencada de la volta de canó que cobria la nau i una petita motllura a les paretes laterals. La façana principal estava formada per una portada dovellada amb dues finestres quadrangulars a banda i banda, que per la seva tipologia semblen posteriors a la construcció de l'ermita.

## Història
Aquesta ermita s'erigeix al costat d'un antic camí romà, que es trobava dins el terme del Castell de Rubiol. Originàriament va pertànyer a un particular. Anys més tard es va convertir en l'església del petit nucli de població de Rubiol, del qual en tenim constància l'any 1040, fins que el 1147 es va cedir al prior de Guissona.